# Eleições legislativas de 2011 em Oeiras

## Resultados Oficiais
| Partido                 | Partido                               | Votos   | %               | +/-   |
| ----------------------- | ------------------------------------- | ------- | --------------- | ----- |
|                         | Partido Social Democrata              | 36 481  | 38,05 / 100,00  | 9,20  |
|                         | Partido Socialista                    | 23 241  | 24,24 / 100,00  | 10,37 |
|                         | CDS – Partido Popular                 | 14 868  | 15,51 / 100,00  | 3,72  |
|                         | Coligação Democrática Unitária        | 7 330   | 7,65 / 100,00   | 0,13  |
|                         | Bloco de Esquerda                     | 5 515   | 5,75 / 100,00   | 4,73  |
|                         | Partido pelos Animais e pela Natureza | 1 512   | 1,58 / 100,00   | Novo  |
|                         | Outros                                | 2 969   | 3,09 / 100,00   |       |
| Votos Inválidos         | Votos Inválidos                       | 3 950   | 4,12 / 100,00   | 0,94  |
| Total                   | Total                                 | 95 866  | 100,00 / 100,00 |       |
| Eleitorado/Participação | Eleitorado/Participação               | 144 637 | 66,28 / 100,00  | 1,23  |
| Fonte                   | Fonte                                 | [ 1 ]   | [ 1 ]           | [ 1 ] |

## Resultados por Freguesia
Os resultados seguintes referem-se aos partidos que obtiveram mais de 1,00% dos votos:
| Freguesia                    | %     | %     | %     | %     | %    | %    | Votantes |
| Freguesia                    | PSD   | PS    | CDS   | CDU   | BE   | PAN  | Votantes |
| ---------------------------- | ----- | ----- | ----- | ----- | ---- | ---- | -------- |
| Algés                        | 42,31 | 22,67 | 16,49 | 6,48  | 4,78 | 1,31 | 12 899   |
| Barcarena                    | 32,28 | 26,66 | 14,62 | 9,88  | 6,31 | 1,85 | 7 307    |
| Carnaxide                    | 36,79 | 24,37 | 15,56 | 8,17  | 5,65 | 1,51 | 12 875   |
| Caxias                       | 37,77 | 23,55 | 17,37 | 6,83  | 5,54 | 1,75 | 4 565    |
| Cruz Quebrada - Dafundo      | 30,92 | 30,95 | 12,88 | 10,04 | 5,67 | 2,13 | 3 525    |
| Linda-a-Velha                | 38,53 | 25,23 | 14,54 | 7,65  | 5,87 | 1,42 | 12 206   |
| Oeiras e São Julião da Barra | 42,41 | 21,20 | 16,48 | 6,06  | 5,62 | 1,72 | 20 567   |
| Paço de Arcos                | 38,75 | 21,03 | 16,79 | 7,65  | 6,33 | 1,78 | 8 442    |
| Porto Salvo                  | 29,79 | 30,72 | 13,27 | 9,05  | 6,88 | 1,58 | 7 213    |
| Queijas                      | 36,21 | 26,09 | 14,11 | 9,16  | 5,68 | 1,10 | 6 267    |
| Oeiras                       | 38,05 | 24,24 | 15,51 | 7,65  | 5,75 | 1,58 | 95 866   |

#### Algés
| Partido                 | Partido                               | Votos  | %               | +/-   |
| ----------------------- | ------------------------------------- | ------ | --------------- | ----- |
|                         | Partido Social Democrata              | 5 457  | 42,31 / 100,00  | 8,85  |
|                         | Partido Socialista                    | 2 924  | 22,67 / 100,00  | 10,02 |
|                         | CDS – Partido Popular                 | 2 127  | 16,49 / 100,00  | 4,16  |
|                         | Coligação Democrática Unitária        | 836    | 6,48 / 100,00   | 0,27  |
|                         | Bloco de Esquerda                     | 616    | 4,78 / 100,00   | 4,22  |
|                         | Partido pelos Animais e pela Natureza | 169    | 1,31 / 100,00   | Novo  |
|                         | Outros                                | 337    | 2,62 / 100,00   |       |
| Votos Inválidos         | Votos Inválidos                       | 433    | 3,35 / 100,00   | 0,67  |
| Total                   | Total                                 | 12 899 | 100,00 / 100,00 |       |
| Eleitorado/Participação | Eleitorado/Participação               | 18 856 | 68,41 / 100,00  | 3,29  |

#### Barcarena
| Partido                 | Partido                               | Votos  | %               | +/-   |
| ----------------------- | ------------------------------------- | ------ | --------------- | ----- |
|                         | Partido Social Democrata              | 2 359  | 32,28 / 100,00  | 10,60 |
|                         | Partido Socialista                    | 1 948  | 26,66 / 100,00  | 11,86 |
|                         | CDS – Partido Popular                 | 1 068  | 14,62 / 100,00  | 3,61  |
|                         | Coligação Democrática Unitária        | 722    | 9,88 / 100,00   | 0,36  |
|                         | Bloco de Esquerda                     | 461    | 6,31 / 100,00   | 5,03  |
|                         | Partido pelos Animais e pela Natureza | 135    | 1,85 / 100,00   | Novo  |
|                         | PCTP/MRPP                             | 83     | 1,14 / 100,00   | 0,14  |
|                         | Outros                                | 217    | 2,97 / 100,00   |       |
| Votos Inválidos         | Votos Inválidos                       | 314    | 4,29 / 100,00   | 0,98  |
| Total                   | Total                                 | 7 307  | 100,00 / 100,00 |       |
| Eleitorado/Participação | Eleitorado/Participação               | 10 993 | 66,47 / 100,00  | 0,13  |

#### Carnaxide
| Partido                 | Partido                               | Votos  | %               | +/-   |
| ----------------------- | ------------------------------------- | ------ | --------------- | ----- |
|                         | Partido Social Democrata              | 4 737  | 36,79 / 100,00  | 9,56  |
|                         | Partido Socialista                    | 3 138  | 24,37 / 100,00  | 11,22 |
|                         | CDS – Partido Popular                 | 2 003  | 15,56 / 100,00  | 4,14  |
|                         | Coligação Democrática Unitária        | 1 052  | 8,17 / 100,00   | 0,45  |
|                         | Bloco de Esquerda                     | 727    | 5,65 / 100,00   | 4,75  |
|                         | Partido pelos Animais e pela Natureza | 194    | 1,51 / 100,00   | Novo  |
|                         | PCTP/MRPP                             | 138    | 1,07 / 100,00   | 0,40  |
|                         | Outros                                | 270    | 2,08 / 100,00   |       |
| Votos Inválidos         | Votos Inválidos                       | 616    | 4,79 / 100,00   | 1,12  |
| Total                   | Total                                 | 12 875 | 100,00 / 100,00 |       |
| Eleitorado/Participação | Eleitorado/Participação               | 19 843 | 64,88 / 100,00  | 0,75  |

#### Caxias
| Partido                 | Partido                               | Votos | %               | +/-   |
| ----------------------- | ------------------------------------- | ----- | --------------- | ----- |
|                         | Partido Social Democrata              | 1 724 | 37,77 / 100,00  | 8,92  |
|                         | Partido Socialista                    | 1 075 | 23,55 / 100,00  | 10,09 |
|                         | CDS – Partido Popular                 | 793   | 17,37 / 100,00  | 3,65  |
|                         | Coligação Democrática Unitária        | 312   | 6,83 / 100,00   | 0,05  |
|                         | Bloco de Esquerda                     | 253   | 5,54 / 100,00   | 4,83  |
|                         | Partido pelos Animais e pela Natureza | 80    | 1,75 / 100,00   | Novo  |
|                         | Outros                                | 139   | 3,06 / 100,00   |       |
| Votos Inválidos         | Votos Inválidos                       | 189   | 4,14 / 100,00   | 0,85  |
| Total                   | Total                                 | 4 565 | 100,00 / 100,00 |       |
| Eleitorado/Participação | Eleitorado/Participação               | 7 078 | 64,50 / 100,00  | 0,27  |

#### Cruz Quebrada - Dafundo
| Partido                 | Partido                               | Votos | %               | +/-  |
| ----------------------- | ------------------------------------- | ----- | --------------- | ---- |
|                         | Partido Socialista                    | 1 091 | 30,95 / 100,00  | 9,66 |
|                         | Partido Social Democrata              | 1 090 | 30,92 / 100,00  | 8,63 |
|                         | CDS – Partido Popular                 | 454   | 12,88 / 100,00  | 4,21 |
|                         | Coligação Democrática Unitária        | 354   | 10,04 / 100,00  | 0,52 |
|                         | Bloco de Esquerda                     | 200   | 5,67 / 100,00   | 5,62 |
|                         | Partido pelos Animais e pela Natureza | 75    | 2,13 / 100,00   | Novo |
|                         | PCTP/MRPP                             | 45    | 1,28 / 100,00   | 0,22 |
|                         | Outros                                | 73    | 2,07 / 100,00   |      |
| Votos Inválidos         | Votos Inválidos                       | 143   | 4,05 / 100,00   | 1,22 |
| Total                   | Total                                 | 3 525 | 100,00 / 100,00 |      |
| Eleitorado/Participação | Eleitorado/Participação               | 5 439 | 64,81 / 100,00  | 2,72 |

#### Linda-a-Velha
| Partido                 | Partido                               | Votos  | %               | +/-   |
| ----------------------- | ------------------------------------- | ------ | --------------- | ----- |
|                         | Partido Social Democrata              | 4 703  | 38,53 / 100,00  | 9,87  |
|                         | Partido Socialista                    | 3 079  | 25,23 / 100,00  | 10,49 |
|                         | CDS – Partido Popular                 | 1 775  | 14,54 / 100,00  | 3,87  |
|                         | Coligação Democrática Unitária        | 934    | 7,65 / 100,00   | 0,11  |
|                         | Bloco de Esquerda                     | 716    | 5,87 / 100,00   | 4,80  |
|                         | Partido pelos Animais e pela Natureza | 173    | 1,42 / 100,00   | Novo  |
|                         | Outros                                | 314    | 2,57 / 100,00   |       |
| Votos Inválidos         | Votos Inválidos                       | 512    | 4,19 / 100,00   | 0,96  |
| Total                   | Total                                 | 12 206 | 100,00 / 100,00 |       |
| Eleitorado/Participação | Eleitorado/Participação               | 18 079 | 67,51 / 100,00  | 0,45  |

#### Oeiras e São Julião da Barra
| Partido                 | Partido                               | Votos  | %               | +/-   |
| ----------------------- | ------------------------------------- | ------ | --------------- | ----- |
|                         | Partido Social Democrata              | 8 722  | 42,41 / 100,00  | 8,66  |
|                         | Partido Socialista                    | 4 360  | 21,20 / 100,00  | 10,20 |
|                         | CDS – Partido Popular                 | 3 390  | 16,48 / 100,00  | 3,39  |
|                         | Coligação Democrática Unitária        | 1 247  | 6,06 / 100,00   | 0,42  |
|                         | Bloco de Esquerda                     | 1 156  | 5,62 / 100,00   | 4,36  |
|                         | Partido pelos Animais e pela Natureza | 353    | 1,72 / 100,00   | Novo  |
|                         | Outros                                | 554    | 2,70 / 100,00   |       |
| Votos Inválidos         | Votos Inválidos                       | 785    | 3,81 / 100,00   | 0,80  |
| Total                   | Total                                 | 20 567 | 100,00 / 100,00 |       |
| Eleitorado/Participação | Eleitorado/Participação               | 30 888 | 66,59 / 100,00  | 1,29  |

#### Paço de Arcos
| Partido                 | Partido                               | Votos  | %               | +/-   |
| ----------------------- | ------------------------------------- | ------ | --------------- | ----- |
|                         | Partido Social Democrata              | 3 271  | 38,75 / 100,00  | 8,42  |
|                         | Partido Socialista                    | 1 775  | 21,03 / 100,00  | 10,73 |
|                         | CDS – Partido Popular                 | 1 417  | 16,79 / 100,00  | 4,00  |
|                         | Coligação Democrática Unitária        | 646    | 7,65 / 100,00   | 0,16  |
|                         | Bloco de Esquerda                     | 534    | 6,33 / 100,00   | 4,37  |
|                         | Partido pelos Animais e pela Natureza | 150    | 1,78 / 100,00   | Novo  |
|                         | Outros                                | 289    | 3,42 / 100,00   |       |
| Votos Inválidos         | Votos Inválidos                       | 360    | 4,27 / 100,00   | 1,16  |
| Total                   | Total                                 | 8 442  | 100,00 / 100,00 |       |
| Eleitorado/Participação | Eleitorado/Participação               | 13 148 | 64,21 / 100,00  | 2,04  |

#### Porto Salvo
| Partido                 | Partido                               | Votos  | %               | +/-   |
| ----------------------- | ------------------------------------- | ------ | --------------- | ----- |
|                         | Partido Socialista                    | 2 216  | 30,72 / 100,00  | 8,71  |
|                         | Partido Social Democrata              | 2 149  | 29,79 / 100,00  | 10,20 |
|                         | CDS – Partido Popular                 | 957    | 13,27 / 100,00  | 2,46  |
|                         | Coligação Democrática Unitária        | 653    | 9,05 / 100,00   | 1,05  |
|                         | Bloco de Esquerda                     | 496    | 6,88 / 100,00   | 6,04  |
|                         | Partido pelos Animais e pela Natureza | 114    | 1,58 / 100,00   | Novo  |
|                         | PCTP/MRPP                             | 104    | 1,44 / 100,00   | 0,66  |
|                         | Outros                                | 195    | 2,72 / 100,00   |       |
| Votos Inválidos         | Votos Inválidos                       | 329    | 4,56 / 100,00   | 0,96  |
| Total                   | Total                                 | 7 213  | 100,00 / 100,00 |       |
| Eleitorado/Participação | Eleitorado/Participação               | 11 675 | 61,78 / 100,00  | 0,59  |

#### Queijas
| Partido                 | Partido                               | Votos | %               | +/-   |
| ----------------------- | ------------------------------------- | ----- | --------------- | ----- |
|                         | Partido Social Democrata              | 2 269 | 36,21 / 100,00  | 9,14  |
|                         | Partido Socialista                    | 1 635 | 26,09 / 100,00  | 10,14 |
|                         | CDS – Partido Popular                 | 884   | 14,11 / 100,00  | 3,71  |
|                         | Coligação Democrática Unitária        | 574   | 9,16 / 100,00   | 0,13  |
|                         | Bloco de Esquerda                     | 356   | 5,68 / 100,00   | 4,85  |
|                         | Partido pelos Animais e pela Natureza | 69    | 1,10 / 100,00   | Novo  |
|                         | PCTP/MRPP                             | 69    | 1,10 / 100,00   | 0,19  |
|                         | Outros                                | 142   | 2,27 / 100,00   |       |
| Votos Inválidos         | Votos Inválidos                       | 269   | 4,29 / 100,00   | 0,93  |
| Total                   | Total                                 | 6 267 | 100,00 / 100,00 |       |
| Eleitorado/Participação | Eleitorado/Participação               | 8 638 | 72,55 / 100,00  | 0,41  |